# Liščí hora
Liščí hora är ett berg i Tjeckien. Det ligger i den norra delen av landet, 110 km nordost om huvudstaden Prag. Toppen på Liščí hora är 1 363 meter över havet. Liščí hora ingår i Zlaté návrší.
Terrängen runt Liščí hora är huvudsakligen kuperad.Runt Liščí hora är det ganska tätbefolkat, med 58 invånare per kvadratkilometer. Närmaste större samhälle är Vrchlabí, 9,3 km sydväst om Liščí hora. I omgivningarna runt Liščí hora växer i huvudsak blandskog.